# شامبيون شونن الأسبوعية
شامبيون شونن الأسبوعية ( (週刊少年チャンピオン Shūkan Shōnen Champion) هي مجلة شونين مانجا الأسبوعية نشرت من قبل أكيتا شوتين.

## التاريخ
شونين شامبيون نشرت لأول مرة في 15  يوليو عام 1969. فقد كان عندها  العديد من سلسلة المانجا  الشعبية من طرف فنانين مثل أوسامو تيزوكا، جو ناغاي، شينجي ميزشيما، ماسامي كورومادا، كيسوكي إتاغاكي. إن المجلة تنشر كل يوم خميس. كان عندها توزيع  500 ، 000 من 1 أكتوبر 2009 إلى 30 سبتمبر 2010.

## سلسلة مانغا الحالية
| عنوان السلسلة               | المؤلف          | عرض         |
| --------------------------- | --------------- | ----------- |
| Baki-Dou                    | Keisuke Itagaki | مارس 2014   |
| Magical Girl Apocalypse     | Kentarō Satō    | يونيو 2012  |
| Mitsudomoe (manga)          | Norio Sakurai   | مارس 2006   |
| Rokudou no Onna-tachi       | Nakamura, Yuuji | يونيو 2016  |
| Saint Seiya: Next Dimension | Masami Kurumada | أبريل 2006  |
| Yowamushi Pedal             | Wataru Watanabe | فبراير 2008 |

## السلسلة الممتازة المعروفة  لشامبيون
- Alabaster
- Akumetsu
- Apocalypse Zero
- Babel II
- Baki the Grappler
- Black Jack
- The Crater
- Cutie Honey
- Dokaben
- Don Dracula
- Duke Goblin
- Eiken
- Eko Eko Azarak
- Hungry Heart: Wild Striker
- Iron Wok Jan
- Jitsu wa Watashi wa
- Kaze ga Gotoku
- Magical Girl Apocalypse
- Mirai Keisatsu Urashiman
- Mitsudomoe
- Muteki Kanban Musume
- My-Hime
- My-Otome
- Nanaka 6/17
- Penguin Musume
- Plawres Sanshiro
- Rainbow Parakeet
- Saint Seiya: Next Dimension
- Saint Seiya: The Lost Canvas
- s-CRY-ed
- Seven of Seven
- Squid Girl
- Sugarless (manga)
- Super Radical Gag Family
- The Abashiri Family
- Yowamushi Pedal

## وصلات خارجية
- شامبيون شونن الأسبوعية على موقع ANN manga (الإنجليزية)